# Paul Singer (homme d'affaires)
Pour les articles homonymes, voir Paul Singer et Singer.
Paul Singer est un homme d'affaires américain, né le 22 août 1944 à New York. Il est le fondateur, président-directeur général et co-directeur des investissements d’Elliott Management Corporation, l'un des plus grands fonds d'investissement activistes au monde. Singer a été décrit par certains comme l’un des « gestionnaires de fonds les plus intelligents et les plus tenaces dans l’industrie des hedge funds », tandis que le fonds a parfois été décrit comme un fonds vautour.

## Biographie
Paul Singer a grandi à Teaneck, New Jersey au sein d'une famille juive. Il est l'un des trois enfants d'un pharmacien de Manhattan et d'une femme au foyer. Il obtient un diplôme en psychologie en 1966. Ensuite, il fait des études de droit à la faculté de droit de Harvard avant de commencer une carrière d'avocat à Wall Street. En 1974, Singer commence à exercer comme avocat au sein du pôle immobilier de Donaldson, Lufkin & Jenrette, une banque d’investissement.
Politiquement, il soutient le Parti républicain.
Il est signataire de l'organisation The Giving Pledge et il milite pour la cause des droits LGBT. Il a également donné 14 millions de dollars à diverses causes militaires, dont Spirit of America, la fondation Bob Woodruff, le fonds Semper Fi, et le fonds Special Operations Warrior entre autres.
Singer joue du piano et du clavier et a joué dans plusieurs groupes de musique amateurs.

## Elliott
Singer crée le hedge fund Elliott Associates LP en 1977, avec 1,3 million de dollars prêtés par des proches. C’est l’un des premiers hedge funds de Wall Street. Elliott Management Corporation est la filiale de gestion d’actifs du fonds et, au 1er janvier 2019, celle-ci gérait plus de 34 milliards de dollars en actifs sous gestion. La principale caractéristique d’Elliott est de limiter l’exposition aux facteurs extérieurs et d’investir dans des situations où la mise à disposition de ses ressources peut améliorer les résultats finaux. Elliott Management met en œuvre plusieurs stratégies de l’investissement, dont les titres de dette liquide, les actifs sous-évalués, l’arbitrage des risques, les actions et les biens immobiliers. Elliott se consacre principalement aux stratégies activistes, c’est-à-dire l’acquisition de participations dans des entreprises et l’engagement actif via la mise en œuvre de bonnes pratiques de gestion. Qualifié de "spécialiste de l'activisme dans les entreprises technologiques", par le Wall Street Journal en juin 2015, le portefeuille varié d’Elliott Management comprend également une composante technologique importante.

## Investissements
D’après Forbes, Elliott Management Corporation avait proposé en décembre 2012 d'acheter l'entreprise de logiciels Compuware après avoir pris 8 % de ses actions. Selon Elliott, Compuware est une entreprise prometteuse mais sous-performante sous sa gestion à l’époque.
En février 2015, Elliott Management a investi dans Sigfox, un opérateur de réseau basé à Toulouse.
En décembre 2018, le fonds a annoncé détenir de 2,5% des actions de Pernod Ricard, une société française spécialisée dans la production et la distribution de vins et de spiritueux.

## Rachat de dettes souveraines
Elliott est connu pour ses investments importants en dette souveraine, dont le fonds poursuit le remboursement par voie de justice : en Argentine en 2014, mais aussi au Congo dans les années 2000 et au Pérou dans les années 1990. Paul Singer a expliqué qu’il considère le litige comme dernier recours dans la situation où il y a un désaccord concernant la séniorité de créanciers ou une réclamation.

### Argentine
En décembre 2001, au plus fort de la crise économique argentine, Domingo Cavallo (alors ministre de l'Économie) annonce le défaut de paiement du pays face à ses créanciers. Pendant des années, les gouvernements successifs vont négocier une restructuration de la dette : 93 % des investisseurs finissent par accepter une décote de l'ordre de 70 %, et un calendrier de remboursement sur plusieurs années. Elliott, qui détenait des obligations argentines d’une valeur nominale de 630 millions de dollars (qui valent aujourd’hui 2,3 milliards de dollars), a refusé d’accepter l’offre de l’Argentine de moins de 30 cents par dollar. Elliott a eu gain de cause dans un certain nombre de des jugements contre l’Argentine devant les tribunaux américains et britanniques mais n’a perçu aucun paiement. En octobre 2012, une filiale d’Elliott, NML Capital, a organisé la saisie du navire de guerre argentin ARA Libertad au Ghana, qu’elle avait l’intention de confisquer conformément à des jugements judiciaires lui attribuant plus de 1,6 milliard de dollars d’actifs argentin,.
En 2012, le juge new-yorkais Thomas Griesa interdit alors à l'Argentine de continuer à rembourser la dette restructurée en 2005 et 2010 tant que les fonds vautours ne seraient pas remboursés au préalable.
En novembre 2012, le procès qui a eu lieu à New York se solde par une décision en faveur de NML et contre l’Argentine. Certains experts juridiques l’ont appelé le « procès du siècle de la dette souveraine » Dans une tribune publiée dans le Financial Times, les experts juridiques Andreas F. Lowenfeld et Peter S. Smedresman ont défendu la position de NML.
En 2014, pour faire pression sur l'Argentine, ce « hedge fund » lance une vague de saisies en France, visant des comptes officiels et institutions argentins, y compris à la Banque de France.
Le fonds obtient en 2016 deux milliards de dollars de l’État argentin ce qui représente une plus-value de 2 500%.

## Activités offshore, paradis fiscaux et proximité avec Donald Trump
Paul Singer fait partie des conseillers, soutiens, donateurs parfois devenus membres du cabinet de Donald Trump, repéré par le Consortium international des journalistes d'investigation comme hommes d'affaires proches alliés de Trump à Wall Street, et comme bénéficiant des réseaux de paradis fiscaux. Les autres conseillers et/ou donateurs auxquels Donald Trump est également redevable, et qu'il a souvent appelé voire nommé près de lui durant son mandat de président, et étant dans ce cas sont Stephen Schwarzman, Wilbur Ross, les frères Koch, Rex Tillerson, Sheldon G. Adelson, Steve Wynn, Thomas J. Barrack Jr., Gary Cohn, Robert Mercer, Carl Icahn, Geoffrey Harrison Palmer, Randal Quarles. Très opposé à la taxation des riches, Schwarzman a comparé le plan de l’administration Obama visant à augmenter les taxes dues par les dirigeants de Hedge funds à l‘« invasion de la Pologne par Hitler » (s’excusant ensuite de cette analogie qu'il a reconnue inappropriée).
En novembre 2017, il est cité dans les fuites des Paradise Papers, en compagnie d'autres proches de Donald Trump.